# آب‌خیار

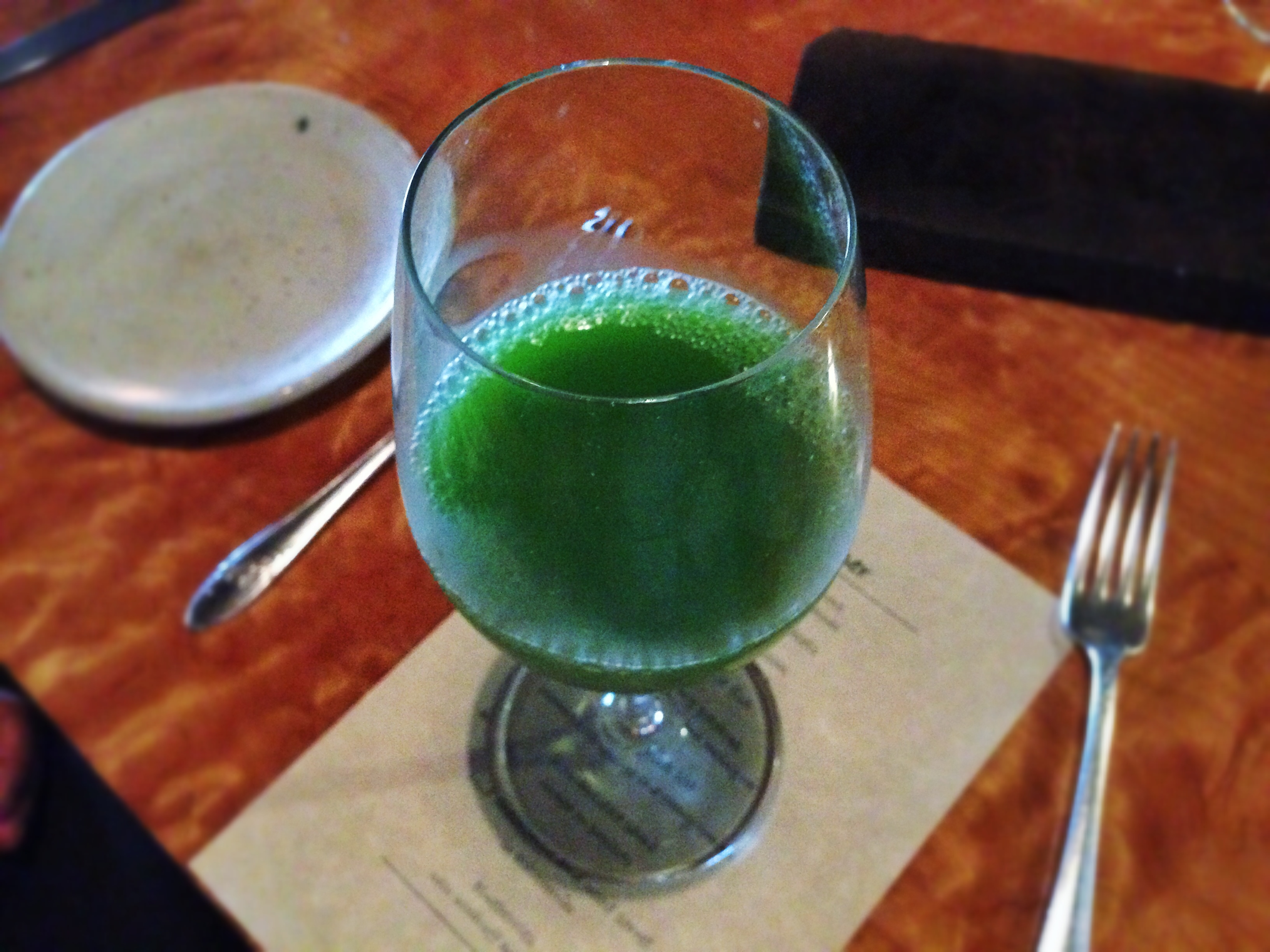
آب خیار

آب‌خیار، آبی است که از فشردن خیار تولید شده است. ۹۸٪ خیار آب است. 